# Apollinaire Joachim Kyélem de Tambèla
Apollinaire Joachim Kyélem de Tambèla (Tambèla, 11 de juny de 1958) és un advocat, escriptor i polític burkinès. Va exercir com a primer ministre de Burkina Faso del 21 d'octubre de 2022 fins al 6 de desembre de 2024, quan la junta militar liderada per Ibrahim Traoré va dissoldre el govern i el va destituir. Doctor en dret per la Universitat de Niça, ha estat professor universitari, activista en suport de les idees de Thomas Sankara i autor de diversos llibres sobre cultura i política. Durant el seu mandat, va promoure reformes i va defensar la sobirania africana.
Tambèla, a més, ha tingut relació amb els mitjans de comunicació, destacant com a presentador dels programes Press Échos i 7 Infos al canal privat BF1 TV, així com a responsable de continguts a emissores de ràdio com Rádio Liberté, Savane FM i Horizon FM.

## Obra destacada
- Kyélem de Tambèla, Apollinaire Joachim. Thomas Sankara et la révolution au Burkina Faso; une expérience de développement autocentré (en francès).  Harmattan Burkina, 2012. ISBN 978-3-939313-23-6.
- Kyélem de Tambèla, Apollinaire Joachim. Relations diplomatiques et souveraineté (en francès).  l'Harmattan, 2007. ISBN 978-2-296-04493-7.